# Transliteração do devanágari
Há diversos métodos de transliteração do devanāgarī para o alfabeto latino (romano). Os métodos mais extensamente usados de transliteração são IAST (para impressão) e ITRANS ("Indian languages TRANSliteration", para textos eletrônicos). Entretanto, há outras opções de transliteração.

## Principais métodos de transliteração
Os métodos de maior aceitação para a transliteração de devanágari são:

### Esquemas comdiacríticos

#### IAST
IAST é o padrão académico mais popular para o romanização do sânscrito. O IAST é o padrão usado em publicações impressas, como livros e revistas, e com a disponibilidade mais larga para o Unicode de pias batismais, é usado também cada vez mais para textos eletrônicos.
O Transliteração Internacional do Alfabeto Sânscrito é o método acadêmico mais popular para a romanização do sânscrito. IAST é na verdade usado como padrão em publicações escritas, como livros e revistas, e com a larga disponibilidade de fontes Unicode, está aumentando seu uso para textos eletrônicos.

#### Romanização da Biblioteca Nacional de Calcutá
A romanização da Biblioteca Nacional de Calcutá   tem como objetivo a romanização de todos os escritos indianos. É uma extensão do IAST.

#### ISO 15919
Uma convenção de transliteração padrão não apenas para o devanágari, mas para todas as línguas do sul da Ásia, foi convencionada nos padrões do ISO 15919 de 2001. Ela usa um mapa diacrítico muito maior que o conjunto de fonemas bramânicos para a escrita latina. A porção específica dos devanagari é quase idêntica ao padrão acadêmico, IAST.

### EsquemasASCII

#### Harvard-Kyoto
Comparado ao IAST, o Harvard-Kyoto parece muito mais simples. Ele não contém toda a diacrítica que o IAST contém. Isto faz com que a digitação em Harvard-Kyoto seja muito mais fácil do que em IAST. Entretanto, o Harvard-Kyoto utiliza letras maiúsculas que podem dificultar a leitura no meio das palavras.

#### Esquema ITRANS
ITRANS é uma extensão do Harvard-Kyoto. Muitas páginas estão escritas em ITRANS. Muitos fóruns também estão escritos em ITRANS.
O esquema de transliteração ITRANS foi originalmente desenvolvido para o pacote de software INTRANS, um pré-processador para digitar em Escrita Indiana. O usuário insere as letras romanas e o pré-processador ITRANS transforma as letras em devanāgarī (ou outras línguas indianas). A última versão do ITRANS é a 5.30, lançada em Julho de 2001.

#### Velthius
A desvantagem do esquema ASCII acima é o fato de ser sensível à caixa, o que implica na impossibilidade de capitalizar nomes transliterados. Essa dificuldade é sanada com o sistema desenvolvido em 1996 por Frans Velthuis para TeX, levemente baseado no IAST, que nesse caso torna-se irrelevante.

## Comparação de transliteração
A seguir está uma comparação dos maiores métodos de transliteração usados para devanāgarī.

### Vogais
| Devanāgarī | IAST | Harvard-Kyoto | ITRANS  |
| ---------- | ---- | ------------- | ------- |
| अ          | a    | a             | a       |
| आ          | ā    | A             | A/aa    |
| इ          | i    | i             | i       |
| ई          | ī    | I             | I/ii    |
| उ          | u    | u             | u       |
| ऊ          | ū    | U             | U/uu    |
| ए          | e    | e             | e       |
| ऐ          | ai   | ai            | ai      |
| ओ          | o    | o             | o       |
| औ          | au   | au            | au      |
|            |      |               |         |
| ऋ          | ṛ    | R             | RRi/R^i |
| ॠ          | ṝ    | RR            | RRI/R^I |
| ऌ          | ḷ    | lR            | LLi/L^i |
| ॡ          | ḹ    | lRR           | LLI/L^I |
|            |      |               |         |
| अं          | ṃ    | M             | M/.n/.m |
| अः          | ḥ    | H             | H       |

### Consoantes
| Devanāgarī | IAST | Harvard-Kyoto | ITRANS |
| ---------- | ---- | ------------- | ------ |
| क          | k    | k             | k      |
| ख          | kh   | kh            | kh     |
| ग          | g    | g             | g      |
| घ          | gh   | gh            | gh     |
| ङ          | ṅ    | G             | ~N     |
| च          | c    | c             | ch     |
| छ          | ch   | ch            | Ch     |
| ज          | j    | j             | j      |
| झ          | jh   | jh            | jh     |
| ञ          | ñ    | J             | ~n     |
| ट          | ṭ    | T             | T      |
| ठ          | ṭh   | Th            | Th     |
| ड          | ḍ    | D             | D      |
| ढ          | ḍh   | Dh            | Dh     |
| ण          | ṇ    | N             | N      |
| त          | t    | t             | t      |
| थ          | th   | th            | th     |
| द          | d    | d             | d      |
| ध          | dh   | dh            | dh     |
| न          | n    | n             | n      |
| प          | p    | p             | p      |
| फ          | ph   | ph            | ph     |
| ब          | b    | b             | b      |
| भ          | bh   | bh            | bh     |
| म          | m    | m             | m      |
| य          | y    | y             | y      |
| र          | r    | r             | r      |
| ल          | l    | l             | l      |
| व          | v    | v             | v/w    |
| श          | ś    | z             | sh     |
| ष          | ṣ    | S             | Sh     |
| स          | s    | s             | s      |
| ह          | h    | h             | h      |

### Consoantes Juntas
| Devanāgarī | IAST | Harvard-Kyoto | ITRANS   |
| ---------- | ---- | ------------- | -------- |
| क्ष         | kṣ   | kS            | kS/kSh/x |
| त्र         | tr   | tr            | tr       |
| ज्ञ         | jñ   | jJ            | GY/j~n   |
| श्र         | śr   | zr            | shr      |

### Outras Consoantes
| Devanāgarī | ITRANS |
| ---------- | ------ |
| क़          | q      |
| ख़          | Kh     |
| ग़          | G      |
| ज़          | z      |
| फ़          | f      |
| ड़          | .D/R   |
| ढ़          | .Dh/Rh |

Note: tanto ड़ quanto ऋ usam o diacrítico "ṛ" em IAST

## Detalhes

### Pronúncia do "A" no final
Muitas palavras e nomes transliterados do devanāgarī terminam com a, para indicar a pronúncia no original em sânscrito. Este final a inerente   não é mais comumente pronunciado em alguns derivados do sânscrito, incluindo o hindi. Estes resultados em uma transliteração 'moderna' omitem isso.
- Sânscrito: Mahābhārata, Rāmāyaņa, Śiva
- Hindi: Mahābhārat, Rāmāyaņ, Śiv

Algumas palavras mantêm o a final, geralmente porque eles seriam muito difíceis de pronunciar (e.g; Kriśna, vajra, Maurya). Algumas línguas indianas continuam a usar a pronúncia original até hoje. Outras adotam uma pronúncia intermediária.

### Consoantes retroflexas
A maioria das línguas da Índia fazem uma distinção entre as formas retroflexas e dentais de consoantes dentais. Em IAST, a forma retroflexa é usada em ḍ, ṭ, ṇ e ṣ. Em esquemas formais de transliteração, as letras romanas padrão são usadas para indicar a forma dental, e a forma retroflexa é indicada por marcas especiais  ou pelo uso de outras cartas. Na maioria das transliterações informais, a distinção entre retroflexo e dentais não é indicada.

### Consoantes Aspiradas
Quando a letra "h" aparece depois de uma consoante plosiva na transliteração devanāgarīa, ele sempre indica aspiração, apesar de que que o ph é pronunciado com o p de 'poço' (com um pequeno puff de ar  enquanto é falado) e nunca como o ph de "pharmacia". Por outro lado, o "p" é pronunciado como o p de 'cuspir', sem soltar o ar. Similarmente o "th" é um "t" aspirado, mas não corresponde à pronúncia do "th"  em inglês (usado, por exemplo, em "this" ou  "thin").
A aspiração é geralmente indicada tanto nos sistemas de transliteração formais como nos informais.

## História da Transliteração em Sânscrito
Textos antigos em sânscrito foram transmitidos por memorização e repetição. A civilização pós-harapeana não possuía um sistema para escrever as línguas indianas até a criação (nos séculos IV e III a.C.) do Kharoshti e brami. Estes sistemas de escrita, apesar de adequados para línguas da Média Índia, não eram muito bem adaptáveis ao sânscrito. Entretanto, descendentes do brami foram modificados para que eles pudessem escrever sânscrito com os exatos detalhes fonéticos. Os primeiros textos físicos escritos em sânscrito são uma inscrição em rocha, da época do governante de Kshatrapa Rudradaman, de 150 d.C., em Junagadh, Gujarat.  Devido à proliferação de diferentes brhami na Idade Média, não existe hoje um padrão único usado para escrever sânscrito. Por isso, os estudiosos do sânscrito podem escrever a língua numa forma que funcione para qualquer linguagem local. Entretanto, desde o fim da Idade Média, há uma tendência para usar o devanagari para escrever textos em sânscrito de modo a atingir uma grande gama de leitores.
Acadêmicos orientais do século XIX adotaram o devanagari nas edições impressas de textos em sânscrito. O editio princeps da Rigveda, por Max Müller, estava em devanagari, o que foi um tour de force tipográfico na época. Os tipógrafos londrinos de Müller competiram com seus pares de Petersburgo, trabalhando no dicionário de Böhtlingk e Roth para confeccionar todos os tipos na forma de escrita cursiva.
Desde seu início, a filologia do sânscrito oriental também precisava de uma forma romanizada da língua. Franz Bopp, em 1816, usou um esquema de romanização, ao lado do devanagari, diferindo do IAST ao expressar a extensão de vogais com um acento circunflexo (â, î, û)  e aspiração pelo spiritus asper (e.g. bʽ para IAST bh). Os sibilantes do IAST ṣ e ś ele expressou  como spiritus asper e spiritus lenis, respectivamente (sʽ, sʼ). Monier-Williams, em seu dicionário de 1899, usou ṡ e sh para IAST ś e ṣ, respectivamente.
Desde o fim do século XIX, o interesse ocidental em escrever em devaganari decaiu. Theodor Aufrecht publicou em 1877 uma edição do Rigveda em sânscrito romanizado, e Arthur Macdonell, em 1910, publicou a Gramática Védica (e, em 1916, a Gramática Védica para Estudantes) também sem usar o Devaganari (apesar de sua introdução na Gramática Sânscrita para Estudantes reter algumas palavras em devaganari juntamente com o sânscrito romanizado). Edições ocidentais contemporâneas de textos em Sânscrito aparecem geralmente em IAST.